# 卡爾·獲加-比達斯
卡爾·獲加-比達斯（英語：Kyle Walker-Peters，1997年4月13日—），英格蘭足球運動員，司職後衛。現效力於英超球會韋斯咸。
獲加-比達斯在英格蘭出生，具有牙買加血統。

## 生涯

### 熱刺
热刺於2013年7月1日簽下獲加-比達斯。2015年5月，他在球隊於馬來西亞及澳洲的季前賽首次為一隊上陣。2015年12月，他被選為英超U21每月最佳球員。Wally Downes Jr在報紙「The Sun」形容獲加-比達斯為一個「優秀的熱刺青訓右閘」及「有作為10號位的思路，同時亦有翼鋒所要的速度」2017年2月，獲加-比達斯與球會續約至2019年。

### 南安普敦
2020年1月29日，獲加-比達斯被外借至修咸頓至當季季尾。8月11日，獲加-比達斯正式轉會至修咸頓，轉會費1,200萬磅。
2022年1月22日，沃克-彼得斯在1-1战平曼城的比赛中打进了他的第一个英超联赛进球。

## 國家隊
獲加-比達斯被教練保羅·森遜徵召參加2017年國際足協U-20世界盃，他共上陣5場及決賽，協助英格蘭自1966年以來再奪該項錦標。

## 榮譽
英格蘭
- 國際足總U-20世界盃：2017年[8]

## 外部連結
- Profile at Tottenhamhotspur.com（页面存档备份，存于）
- Kyle Walker-Peters profile[] at the Football Association website
- 足球数据库：卡爾·獲加-比達斯的球员统计数据
- Soccerway資料庫：卡爾·獲加-比達斯